# Liptovský hrad
Liptovský hrad (také nazývaný Sielnický hrad nebo Liptovský Starý hrad) je zřícenina hradu na Liptově, na hranici okresů Liptovský Mikuláš a Ružomberok. Zbytky někdejšího hradu stojí na vrchu Sestrč (999,9 m n. m.) v Chočských vrších. Vypínají se nad obcemi Kalameny a Bukovina. Byl nejvýše položeným hradem na Slovensku.

## Historie
Hrad je poprvé písemně doložen roku 1262, dal ho postavit král Béla IV. na místě zaniklého hradiště z 1. století př. Kr. Plnil obrannou funkci, byl vícekrát zničen a následně rozšiřován (13. a 14. století), od roku 1340 byl sídlem Liptovské župy. V letech 1431–1434 byl obsazen husitskými vojsky, v roce 1454 přešel do vlastnictví Pongráce, který zrenovoval obytnou část a hrad posílil předsunutou parkánovou hradbou. Po potlačení protikrálovského spiknutí v roce 1471 hrad dobyl král Matyáš Korvín a nechal ho úplně zničit. Z hradu se dochovala jen část zdi pod převisem zatravněné zeminy.
Původní hrad tvořila obytná věž, cisterna, malé nádvoří a dvě brány. Hradnímu panství původně patřila rozsáhlá území (například obec Liptovský Trnovec), která se značně zmenšila po vybudování hradů Likava a Liptovský Hrádok
V osmdesátých letech 20. století byl areál hradu předmětem výzkumu středověké archeologie, přičemž byly zrekonstruovány a zakonzervovány jeho základy, objasněn jeho postupný vývoj až do zániku. Byly odkryty zbytky dvou cisteren, paláce, věží, objevené bylo také množství střel a kovářského materiálu z objevené dílny pod hradní zdí na západním okraji areálu.

## Současnost
Celý areál hradu je veřejně přístupný. Vede sem červeně značená turistická trasa Vlachy – Havránok – Bukovina – Sedlo pod Kráľovou (773 m n. m.) a také žlutě značená trasa Kalameny – Sedlo pod Kráľovou a dále do sedla Poľana (845 m n. m.).